# Леонтьевское (Ленинградская область)
Леонтьевское — деревня в Новосельском сельском поселении Сланцевского района Ленинградской области.

## История
Усадьба Выездок упоминается на карте Санкт-Петербургской губернии Ф. Ф. Шуберта 1834 года.

ЛЕОНТЬЕВСКОЕ — мыза владельческая при речке Гверездне, число дворов — 1, число жителей: 17 м. п., 24 ж. п. (1862 год) 

В XIX — начале XX века мыза административно относилась к Выскатской волости 1-го земского участка 1-го стана Гдовского уезда Санкт-Петербургской губернии.
Согласно Памятной книжке Санкт-Петербургской губернии 1905 года мыза Леонтьевское площадью 1325 десятин принадлежала действительному статскому советнику Николаю Николаевичу фон Эндену.
- Земли деревни Леонтьевское на карте 1919 года

Согласно карте Петроградской и Эстляндской губерний 1919 года на месте современной деревни находилась мыза Выездок.
По данным 1933 года выселок Леонтиевское входил в состав Новосельского сельсовета Рудненского района.
По состоянию на 1 августа 1965 года деревня Леонтьевское входила в состав Новосельского сельсовета Кингисеппского района.
По данным 1973 и 1990 годов деревня Леонтьевское входила в состав Новосельского сельсовета.
В 1997 году в деревне Леонтьевское Новосельской волости проживали 5 человек, в 2002 году — 3 человека (все русские).
В 2007 году в деревне Леонтьевское Новосельского СП проживали 7 человек, в 2010 году — 16 человек.

## География
Деревня расположена в юго-восточной части района близ автодороги 41К-020 (Сижно — Будилово — Осьмино).
Расстояние до административного центра поселения — 1 км.
Расстояние до ближайшей железнодорожной платформы Сланцы — 33 км.

## Демография
| 1862 | 2007 | 2010 | 2017 |
| ---- | ---- | ---- | ---- |
| 41   | ↘7   | ↗16  | ↘13  |

## Достопримечательности
Остатки усадьбы Трефуртов.